# So Morita
So Morita (守田 創 Morita So?), född 14 maj 1992 i Kumamoto prefektur, är en japansk fotbollsspelare.
Morita började sin karriär 2010 i Sagan Tosu. 2013 flyttade han till Grulla Morioka. Han spelade 101 ligamatcher för klubben.